# Jüdischer Friedhof (Meudt)

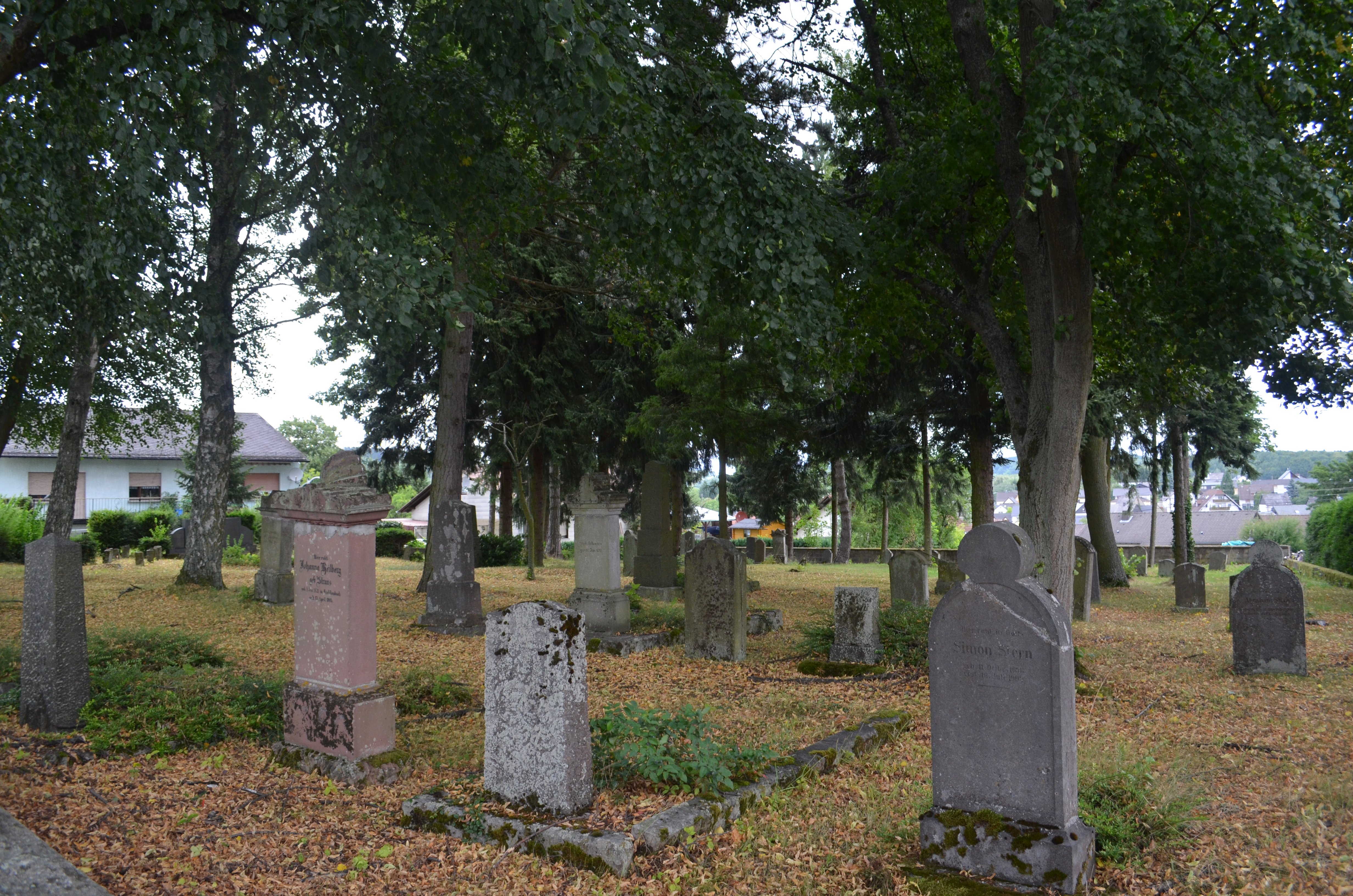
Jüdischer Friedhof in Meudt

Der Jüdische Friedhof in Meudt, einer Ortsgemeinde im Westerwaldkreis in Rheinland-Pfalz, wurde in der zweiten Hälfte des 18. Jahrhunderts angelegt. Der circa 18 Ar große jüdische Friedhof befindet sich an der Straße Laufgarten.
Auf dem Friedhof sind heute noch 61 Grabsteine erhalten, der älteste ist von 1768.